# Diana Dubois
Diana Bernadette Dubois (Paramaribo, 4 maart 1969) is een Surinaamse uitgever en schrijver van kookboeken en culinaire novellen.  

## Biografie
Dubois werd geboren te Paramaribo als de dochter van twee uitgevers. Haar vader Jul Dubois was directeur van Uitgeverij en Drukkerij Dubois & Dubois en haar moeder Gré Ploeg richtte de Surinaamse krant Koeriers op. In 1971 verhuisde ze naar Nederland.
Na gewerkt te hebben als journalist voor de Rotterdamse weekkrant De Havenloods richt ze in 2004 haar eigen uitgeverij Dubois op, omdat de gevestigde uitgeverijen Prijatnogo appetita! niet in de huidige vorm wilden uitgeven.

## Uitgaven
- Prijatnogo appetita! (2005)
- Wittebrood in Rode Wijn leven en eten van Desiderius Erasmus (2006)
- Wat de Surinaamse pot schaft (2007)
- Sonnie, de weggelopen roti-pannenkoek (2008)
- Groot Surinaams Kookboek (2009)
- Het stoppen met roken dagboek van Diana Dubois (2012)
- Winti: Een Afro-amerikaanse godsdienst in Suriname (Charles J. Wooding) (2013)
- The Taste Of Suriname (2013)

- International Standard Name Identifier: 0000 0003 9329 4847
- Nederlandse Thesaurus van Auteursnamen: 288875249
- Virtual International Authority File: 287473363
- WorldCat: E39PBJyrYCxP7M9wvJHj9MGWDq